# Gilles Apap

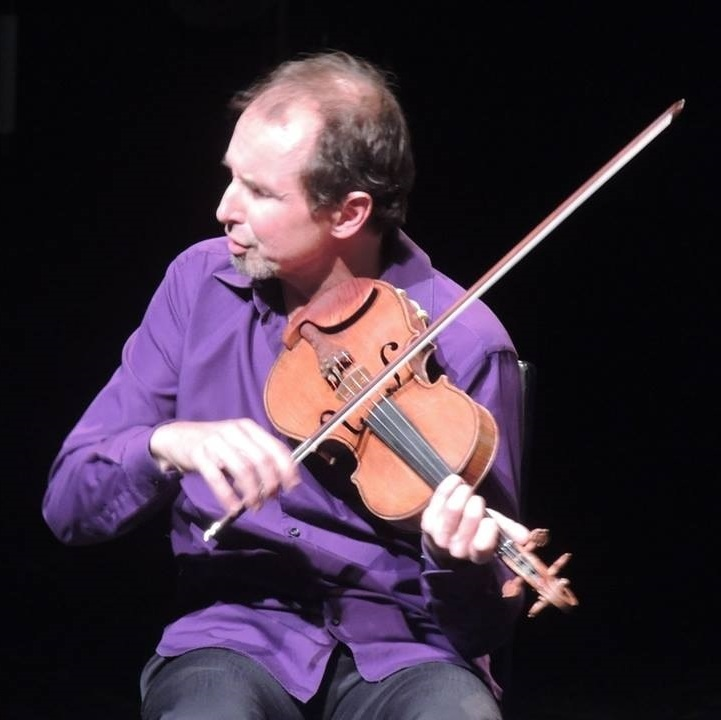
Gilles Appap

Gilles Apap (* 21. Mai 1963 in Bougie, Algerien) ist ein französischer Violinist.

## Leben
Der in Nizza aufgewachsene Musiker begann in jungen Jahren Geige zu spielen. Er studierte Musik in Nizza am Conservatoire de Musique bei Gustave Gaglio und in Lyon bei Veda Reynolds sowie am Curtis Institute of Music in Philadelphia und gewann neben mehreren anderen Wettbewerben den Yehudi-Menuhin-Wettbewerb 1985 in der Kategorie zeitgenössische Musik.
Apap spielt das klassische und zeitgenössische Geigenrepertoire, aber auch traditionelle Fiddle-Musik aus Europa, Old-Time Music aus Amerika, Musik der Roma, deren Elemente er teilweise in klassische Werke einbindet. Seit ca. 1991 spielte er auch mit den Transylvanian Mountain Boys, denen Chris Judge, Brendan Statom und sein Bruder Jean-Marc Apap angehören. In Santa Barbara war er als Konzertmeister des symphonischen Orchesters tätig. Gilles Apap lebt heute in Kalifornien.

## Diskografie
- 1994: Gilles Apap and the Transylvanian Mountain Boys: Who? (Sony)
- 1996: Gilles Apap and the Transylvanian Mountain Boys: Gilles Apap & the Transylvanian Mountain Boys (Sony)
- 1997: Gilles Apap and the Transylvanian Mountain Boys: d’Ici & d’Ailleurs
- 1999: Enescu, Debussy and Ravel: Sonatas for violin and piano (Apapaziz)
- 2001: No Piano On That One (Appassionato)
- 2002: Vivaldi's Four Seasons and Fiddle Tunes
- 2003: Gilles Apap and The Sinfonia Varsovia

## Filme
- 1993: The unknown fiddler of Santa Barbara (Regie: Bruno Monsaingeon)
- 1993: Gilles Apap and Friends (Regie: Bruno Monsaingeon)
- 1999: Gilles Apap plays Mozart's Third Concerto
- 2004: Apap Masala, Gilles Apap in India (Regie: Max Jourdan)